# محسن رئیس
محسن رئیس (۱۲۷۵–۱۳۵۴) دیپلمات ایرانی و وزیر امور خارجه ایران بود.

## خانواده و تحصیلات
پدرش حسن رئیس (ظهیرالملک) از روسای درجه اول وزارت امور خارجه بود. پس از طی تحصیلات ابتدائی وارد مدرسهٔ آلمانی تهران شد و پس از فراغت از تحصیل در ۱۲۹۵ به استخدام وزارت امورخارجه درآمد.

## فعالیتهای اداری
اولین مأموریت رئیس به خارج از کشور، کارمندی در کنسولگری ایران در سوئیس بود. در این مأموریت، ادامهٔ تحصیل داد و لیسانس در رشتهٔ حقوق از دانشگاه برن گرفت. از اهم مشاغل وی در وزارت امور خارجه مدیرکل سیاسی، معاونت و کفالت وزارت امور خارجه، وزیر مختار در آلمان و رومانی، سفیرکبیر در عراق و انگلستان در دو نوبت، سفیرکبیر در فرانسه و هلند است. 

## وزارت
احمد قوام پس از حوادث ۱۷ آذر ۱۳۲۱ که شماری از اعضای دولتش استعفا دادند، فضل‌الله بهرامی وزیر پست و تلگراف کابینه خود را به وزارت کشور گماشت و در اول بهمن، محسن رئیس را به عنوان وزیر پست و تلگراف به مجلس معرفی کرد. اما عمر وزارت او به دوازده روز نکشید و همراه با بیشتر اعضای دولت قوام، استعفا داد.
رئیس بعدا در کابینهٔ سهام‌السلطان بیات در سال ۱۳۲۳ نیز یازده روز وزیر خارجه بود تا بار دیگر در ترمیم کابینهٔ سپهبد رزم‌آرا در سال ۱۳۲۹ وزیر امور خارجه شد. 

## استانداری و سناتوری
مدتی نیز استانداری استان آذربایجان با او بود. در سال ۱۳۴۲ خواهرزاده‌اش حسنعلی منصور او را استاندار مرکزی (شامل استان‌های قم و تهران و قزوین کنونی) کرد ولی نپذیرفت و پس از چندی سناتور شد و تا آخر عمر در آن سمت باقی ماند. 
محسن رئیس در جوانی با یکی از دختران عبدالحسین میرزا فرمانفرما ازدواج کرد. حاصل این ازدواج یک پسر و دختر بود. پسرش که تحصیلات عالیه خود را به اتمام رسانیده بود، در یک رانندگی فرزند درگذشت و غم جانکاه آن، پدر را نیز بیمار و بستری ساخت و سرانجام در ۱۳۵۴ درگذشت. رئیس به چند زبان خارجی مسلط، مردی متین، جدی و درستکار بود.